# Арабский Байан

Страница из оригинального текста

Арабский Байан (араб. البيان العربي‎, Bayân) — книга пророка Баба (Врата Бога), почитаемая Народом Байана (бабиты), как Священное Писание.
Начало декламирования и записи Арабского Байана — 23 мая 1844 года. Запись производил Ака Сэйид Хусейн из Йезда, кто являлся одной из первых Букв Жизни, Буквой Син — ﺱ . Арабский Байан переведён на французский язык.